# Prodidomus domesticus
Espèce
Prodidomus domesticus est une espèce d'araignées aranéomorphes de la famille des Prodidomidae.

## Distribution
Cette espèce est endémique du Kasaï-Central au Congo-Kinshasa,. Elle se rencontre vers Kasadi.

## Description
La femelle holotype mesure 4,7 mm et le mâle paratype 4,2 mm.
Le mâle décrit par Cooke en 1964 mesure 4,20 mm et la femelle 4,7 mm.

## Systématique et taxinomie
Cette espèce a été décrite par Lessert en 1938.

## Publication originale
- Lessert, 1938 : « Araignées du Congo belge (Premiere partie). » Revue de Zoologie et de Botanique Africaines, vol. 30, p. 424-457.